# 久野忠治
久野 忠治（くの ちゅうじ、1910年2月27日 – 1998年10月25日）は、日本の政治家。郵政大臣。正三位勲一等旭日大綬章。衆議院議員を14期務めた。元衆議院議員の久野統一郎は長男。愛称はクノチュー。

## 来歴・人物
愛知県知多郡知多町（現・知多市）に、石材商・久野金之助の二男として生まれる。1929年に東海中学校（現・東海高等学校）を卒業後、家業に従事する。後に父親が設立した土建業「久野組」を引き継ぎ社長に就任。
1947年の第23回衆議院議員総選挙に旧愛知2区から民主党公認で立候補するも、次点で落選。
1949年の第24回衆議院議員総選挙に再び民主党公認で立候補し初当選を果たす（当選同期に池田勇人・前尾繁三郎・橋本龍伍・麻生太賀吉・小渕光平・西村英一・橋本登美三郎・福永健司・塚原俊郎・藤枝泉介・木村俊夫・稲葉修・河本敏夫・森山欽司・床次徳二・有田喜一など）。
翌1950年、民主党が第3次吉田内閣への対応を巡って連立派と野党派に分裂すると民主自由党に入党し、吉田茂・佐藤栄作に師事する。保守合同後は衆院内閣、文教、議会運営各委員長、自由民主党総務会筆頭副会長等を歴任。佐藤派では珍しい親中派であった。
1965年1月、議員連盟「アジア・アフリカ問題研究会」（AA研）を、宇都宮徳馬、藤山愛一郎、松村謙三、川崎秀二、田川誠一、田村元らとともに結成した。
1967年2月24日、佐藤と党幹事長の福田赳夫の意向により、自民党は、民社党が都知事選挙に向けて擁立した松下正寿の推薦を決定した。久野は自民党都知事選本部事務総長に就いた。社会党・共産党推薦の美濃部亮吉陣営が芥川也寸志に作詞作曲を依頼したテーマ・ソング「ブルー東京」が出回ると、久野は松下のために「松下正寿の歌」を作詞した。
1972年5月9日、田中角栄は、佐藤派102人のうち81人もの議員を引き連れ、派内派を結成した。次期総裁選を睨んだ田中派の旗揚げであった。7月5日に行われた総裁選の決選投票で田中は福田赳夫を破り、7月7日に総理大臣に就任した。久野は田中派の有力幹部となるととともに、田中の盟友となった。
アジア諸地域、特に北朝鮮との関係改善に尽力し、1972年には初めて訪朝議員団長として北朝鮮入りし、平壌で日朝共同声明に調印した。同年12月22日に発足した第2次田中角栄内閣にて郵政大臣に就任。翌1973年、日中海底ケーブル建設の取極調印を行った。
1975年6月、旧愛知3区選出の江﨑真澄は水田派を退会し、田中派に入会した。
1977年1月、朝鮮対外文化連絡協会の招きで、再度北朝鮮へ渡る。
1978年、江﨑が自民党愛知県連会長に就任。久野は県連副会長として江﨑を支えた。
1983年の総選挙では落選を喫すが、1986年の総選挙で国政返り咲く。
1987年7月、経世会が結成され、田中派が竹下派（経世会）、二階堂グループ、中立系に3分裂した際は残留し、二階堂グループに所属した。
1989年6月2日の1日に限り衆議院仮議長を務めたこともある。1990年に政界を引退。1991年の春の叙勲で勲一等旭日大綬章を受章。
1998年10月25日、脳梗塞により死去。88歳没。叙・正三位。

## 人物評
佐藤栄作は日記の中で「この人も落ちつかなくてはならない。スパイまがいな処がある。気をつけないと馬鹿を見ると思ふ」と辛辣な評価を下している。